# 宇宙忍者ゴームズ
宇宙忍者ゴームズ（うちゅうにんじゃゴームズ、The Fantastic Four）は、マーベル・コミックのアメリカン・コミックス『ファンタスティック・フォー』を原作としたアメリカ合衆国のテレビアニメ。全19回・全20話。
アメリカでは1967年9月から1968年9月までABCで放送された。日本では1969年8月18日から12月22日までNET（現：テレビ朝日）にて放送された。日本での放送時間は毎週月曜19:30 - 20:00（JST）。

## 概要
ハンナ・バーベラ・プロダクションのマネージャーであるサイ・フィッシャーの息子が『ファンタスティック・フォー』を愛読していたことがきっかけで企画・製作されたという。キャラクターデザインはアレックス・トスが担当した。
日本語吹き替え版の演出は、『チキチキマシン猛レース』などを手掛けた高桑慎一郎が担当。敵役の声優にはコメディアンの南利明など高桑のお気に入りである“色物”俳優が多数キャスティングされ、そのキャスティングが新聞で記事になったこともあった。
主題歌には宮内國郎が作曲したものが本放送時に使用されたが、レコード化もされておらず視聴困難の状態にある。カートゥーンネットワーク放送時は原語版のオープニング映像を使っており、ナレーションは愛川欽也が務めた。
カートゥーンネットワークでは、1990年代後半から全20話中13話分が不定期に放送されている。ただし、使用する映像の規格に日本の主流であるNTSC方式でなくPAL方式を採用している影響で、音声の再生速度が本放送当時より少し速くなっている。

## 登場キャラクター
声優の表記は原語版 / 日本語吹き替えの順。

### 宇宙忍者チーム
ゴームズ（Mr. Fantastic）
声 - ジェラルド・ムーア / 小林修
本作の主人公で宇宙忍者のリーダー。発明家でもある。身体をゴムのように伸ばしたりする事ができる。
稀に技を出す際「ゴーム！」という掛け声を放つ場合がある。
スージー（The Invisible Woman）
声 - ジョー・アン・フラグ / 増山江威子
ゴームズの妻。身体を透明にする能力を持つ。透明なバリアを使うこともでき、攻撃を防いだり敵をバリアの中に閉じ込めることもできる。バリアは空気も通さないため、ゴームズたち4人は窒息しかけたこともある。その上、自分がバリアを使える事を度々忘れる。
ファイヤーボーイ（The Human Torch）
声 - ジャック・フランダース / 前川功人
スージーの弟。「ファイヤー！」と叫び、身体を火の玉に変えて敵へ突進したり、両腕から火炎を放射する能力を持つ。が、その攻撃で敵に有効なダメージを与えられる事はあまり無い。飛行能力にも応用でき、宇宙空間を飛ぶこともできる。
ガンロック (The Thing)
声 - ポール・フリーズ / 関敬六
身体が岩のようなものでおおわれている。岩の体を生かした体当たり攻撃や怪力を武器にして活躍する。
体当たり攻撃の際に「ムッシュムラムラ！」という掛け声を放つ。この台詞は関の持ちネタで、アドリブでしばしば発していた。
原作では異形に変化し元の姿に戻れないことを苦悩するキャラクターであったが、日本語吹き替え版では基本的にポジティブであり、岩のような体に対しても前向きであり明るく陽気。

### 敵役（ヴィラン）
悪魔博士（Dr. Doom）
声 - ジョセフ・シローラ / 南利明
ゴームズの宿敵で頻繁に登場。本名はアクマ・ユメノアール。東欧にあるという設定のアチャラカ国の出身。
ゴームズとは大学が同じであるが、そこで行った危険な科学実験に失敗して顔が酷く傷つき、その上大学から退学処分を言い渡される。ゴームズに復讐するためにチベットへ向かい、そこで魔法の力を身に付ける。魔法使いたちにブリキの鎧と仮面とを作ってもらい、悪魔博士として悪の道に進むこととなった。
吹き替え版では南の芸風である名古屋弁で話す。
レッドワル（Klaw）
声 - ハル・スミス / 大泉滉
ハゲチャビーン博士 (Red Ghost)
声 - ヴィク・ペリン / 相模太郎
ボロボロ (Diablo)
声 - レジス・コーディック / トニー谷
モグラ怪人 (Mole Man)
声 - ジャック・デ・レオン / 谷幹一
スーパーバッド (Super skrul)
声 - マーヴィン・ミラー / コロムビア・トップ
ラーマ国王 (Rama-Tut)
声 - マイク・ロード / 牧伸二
デコボコ星の王 (Skrull Emperor)
声 - ドン・メシック / コロムビア・ライト
ガンマー博士 (Professor Gamma)
声 - ヴィク・ペリン
アンドロ大王 (Kurrgo)
声 - ドン・メシック / 鈴木やすし
アツカマシー (Molecule Man)
声 - ヘンリー・コーデン / 石川進
ワリーダ (Attuma)
声 - ヘンリー・コーデン / 由利徹
リッパダー (Prince Triton)
声 - マイク・ロード / 原田一夫
デッカチー (Watcher)
声 - ポール・フリーズ / 坊屋三郎
テッカーメン (Galactus)
声 - テッド・キャシディ / コロムビア・トップ
クモスケー (Blastaar)
声 - フランク・ガーストル  / 大塚周夫
ハラーグロ（Morrat）
声 - エイブリー・トール / コロムビア・トップ、コロムビア・ライト
トカゲ人間（Lizard Men of Tok）
声 - マービン・ミラー / 立壁和也

### その他
ウツクシー (Lady Dorma)
声 - ジャネット・ウォールドー / 里見京子
シルバーサーフィン (Silver Surfer)
声 - ヴィック・ペリン / 原田一夫

## エピソード
| 話数 | 話数 | 制作番号 | 日本語版サブタイトル         | サブタイトル                    | 放送日         | 放送日        |
| ---- | ---- | -------- | ---------------------------- | ------------------------------- | -------------- | ------------- |
| 1    | 7    | 3        | 悪魔博士の地球脱出           | The Way It All Began            | 1969年 8月18日 | 9月23日       |
| 2    | 2    | 1        | モグラ怪人の地底王国         | Menace of the Mole Men          | 8月25日        | 1967年 9月9日 |
| 3    | 5    | 4        | 悪魔の帝王惑星ロボット       | Invasion of the Super Skrulls   | 9月1日         | 9月30日       |
| 4    | 9    | 6        | アンドロメダ星最後の日       | Prisoners of Planet X           | 9月8日         | 10月14日      |
| 5    | 12   | 10       | 海底魔王ゲジラの復讐         | Demon in the Deep               | 9月15日        | 11月11日      |
| 6    | 6    | 8        | 呪われた三つの予言           | Three Predictions Of Dr. Doom   | 9月22日        | 10月28日      |
| 7    | 19   | 13       | 七つの太陽の未来王国         | Rama-Tut                        | 9月29日        | 12月9日       |
| 8    | 13   | 12       | 暗黒のボス・モグラ怪人       | Return Of The Moleman           | 10月6日        | 11月25日      |
| 9    | 1    | 5A       | 鉄人レッドと放射能隕石       | Klaws                           | 10月13日       | 10月7日       |
| 9    | 4    | 5B       | 鉄人レッドと放射能隕石       | The Red Ghost                   | 10月13日       | 10月7日       |
| 10   | 8    | 9        | 銀河系の王者ハラーグロ       | Behold a Distant Star           | 10月20日       | 10月14日      |
| 11   | 16   | 15       | 悪魔博士のミニミニ衛星       | The Micro World Of Dr. Doom     | 10月27日       | 12月30日      |
| 12   | 10   | 17       | 原子人間のコンピューター魔法 | The Mysterious Molecule Man     | 11月3日        | 1月13日       |
| 13   | 11   | 11       | 海底魔王ワリーダー           | Danger in the Depths            | 11月10日       | 11月18日      |
| 14   | 3    | 2        | ボロボロ古城の幽霊           | Diablo                          | 11月17日       | 9月16日       |
| 15   | 14   | 7        | 銀河猛獣王ハゲチャービン     | It Started on Yancy Street      | 11月24日       | 10月21日      |
| 16   | 17   | 16       | 惑星原始人クモスケー         | Blastaar, the Living Bomb-Burst | 12月1日        | 1968年 1月6日 |
| 17   | 15   | 14       | 天体反逆児シルバー           | Galactus                        | 12月8日        | 12月16日      |
| 18   | 18   | 18       | 電子椅子の宇宙死刑囚         | The Terrible Tribunal           | 12月15日       | 9月14日       |
| 19   | 20   | 19       | 地球よサヨウナラ             | The Deadly Director             | 12月22日       | 9月21日       |

## 製作
ハンナ・バーベラの代理取締役であるサイ・フィッシャーによると、自分の息子がファンタスティック・フォーのコミックにハマっているため、このコミックをアニメ化させれば自慢の息子もきっと夢中になると思い、ハンナ・バーベラとマーベル・コミックのタッグでテレビシリーズ化させたことがきっかけとしている。
製作国であるアメリカ合衆国においては、前述の通り1967年9月9日から1968年9月21日までABCの『サタデー・モーニング・カートゥーン』枠内にて放送されていた。しかし、同日には同じ枠で『スパイダーマン』の放送も開始。本作より同作の方が視聴率が良く、コミックの売上もスパイダーマンの方に押されていった。両作の原作者でもあるスタン・リーは、このときこの2作品を「The Amazing Spider-Man」第50号で宣伝したため、やがて本作の視聴者も増えていった。

## 法的問題
本作の著作権はワーナー・ブラザースが持っているが、映像ソフト化は一切行われていない。
アメリカ合衆国においては1990年代にカートゥーン・ネットワーク、2000年にブーメランで再放送されていたが、翌2001年にワーナー・ブラザースのライバル企業であるウォルト・ディズニー・カンパニーがマーベル作品の権利を全て所有しているフォックス・キッズ・ワールドワイド（現：ABCファミリー・ワールドワイド）を、2009年にはマーベル本体を買収したため、ワーナー・ブラザースは本作の配給権を手放さざるを得なくなった。
日本国内においては引き続きワーナーの系列会社であるターナージャパンが日本語版の権利を所有しているが、カートゥーン・ネットワークでの再放送は2015年を最後に途絶えている。

## 放送局
| 放送期間                 | 放送時間           | 放送局    | 対象地域   | 備考                      |
| ------------------------ | ------------------ | --------- | ---------- | ------------------------- |
| 1969年8月18日 - 12月22日 | 月曜 19:30 - 20:00 | NETテレビ | 関東広域圏 | 製作参加 / 現：テレビ朝日 |

## スタッフ
- 脚本 - フィル・ハーン、ジャック・ハンラハン
- プロデューサー・監督 - ウィリアム・ハンナ、ジョセフ・バーベラ
- 音楽 - テッド・ニコルス
- 制作 - ハンナ・バーベラ・プロダクション、マーベル・コミックス・グループ (現：マーベル・エンターテインメント、マーベル・アニメーション)